# Tomopterus longicornis
Tomopterus longicornis là một loài bọ cánh cứng trong họ Cerambycidae.